# 八女伝統本玉露

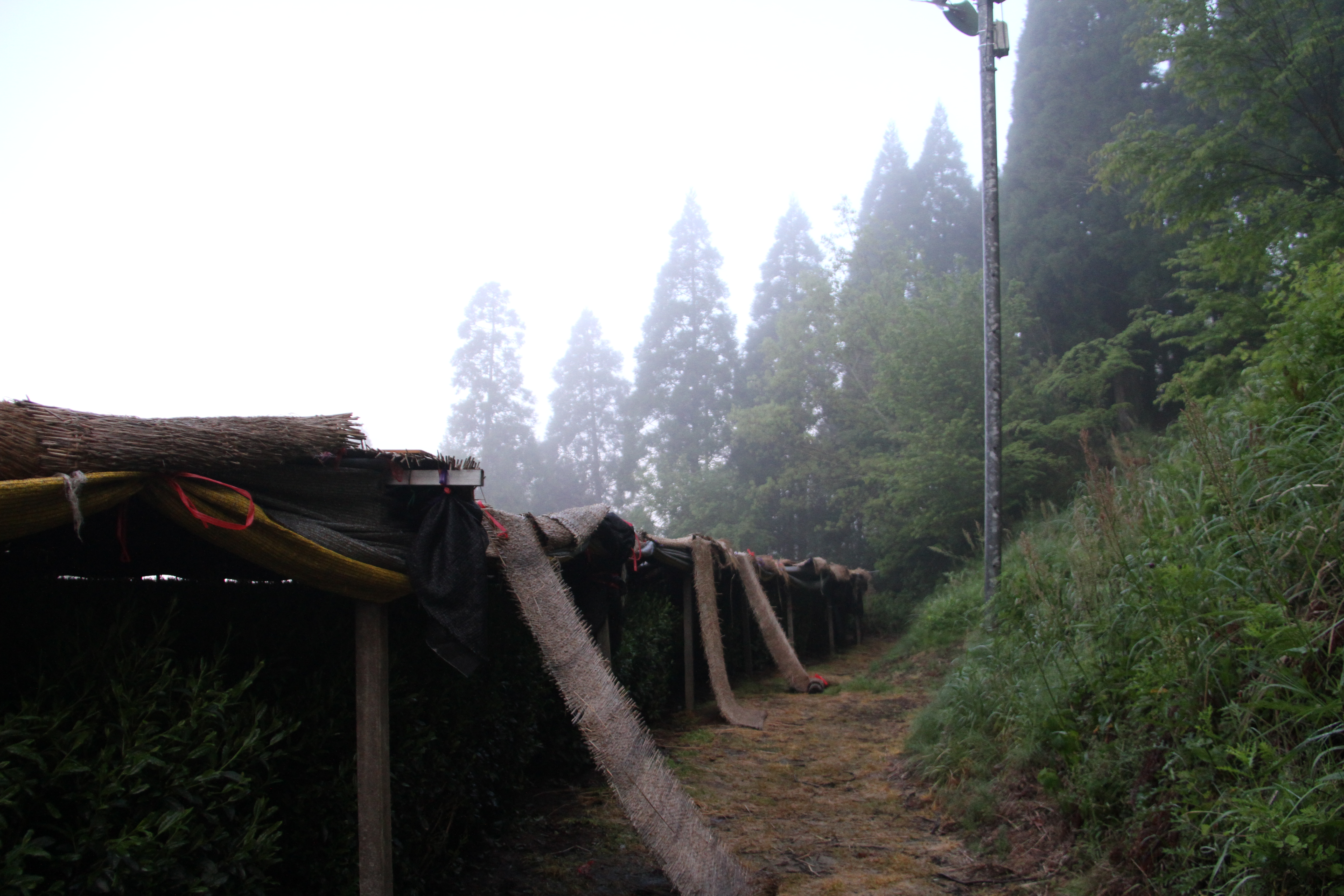
八女市における玉露の茶畑

八女伝統本玉露(やめでんとうほんぎょくろ)は、福岡県八女市および周辺市町の中山間地域において生産されている玉露。八女茶の一種である。

## 特徴
1904年（明治37年）の玉露生産開始以来行われている「自然仕立て」、「わら資材の棚被覆」、「手摘み」によって生産された生葉を原料としている。2015年（平成27年）12月22日、地理的表示保護制度に登録され、統一（GI）マークが付与された。。年に一度開催される全国お茶まつり内にて行われる全国茶品評会の「玉露の部」において八女産の玉露が第68回から第73回まで農林水産大臣賞を受賞、玉露の「産地賞」は19年連続で受賞している。2016年（平成28年）の日本茶AWARDでは日本茶大賞を受賞した。